# Xi Aquilae
Xi Aquilae (59 Aquilae), nomeado como Libertas, é uma estrela na direção da constelação de Aquila. Possui uma ascensão reta de 19h 54m 14.882s e uma declinação de +08° 27′ 41.23″. Sua magnitude aparente é igual a 4.722. Considerando sua distância de 204 anos-luz em relação à Terra, sua magnitude absoluta é igual a 5.769. Pertence à classe espectral G9IIIb. Possui um planeta confirmado.